# Montreuil-Juigné
Montreuil-Juigné település Franciaországban, Maine-et-Loire megyében. Lakosainak száma 7811 fő (2022. január 1.). Montreuil-Juigné Feneu, Cantenay-Épinard, Avrillé és Longuenée-en-Anjou községekkel határos.

## Népesség
A település népességének változása:
| Lakosok száma | 1616 | 5623 | 6451 | 6781 | 7213 | 7497 | 7517 | 7632 | 7791 | 7811 |
|               | 1968 | 1982 | 1990 | 2006 | 2013 | 2015 | 2017 | 2019 | 2020 | 2022 |